# Ramphotyphlops braminus
Ramphotyphlops braminus este o specie de șerpi din genul Ramphotyphlops, familia Typhlopidae, descrisă de Daudin 1803. Conform Catalogue of Life specia Ramphotyphlops braminus nu are subspecii cunoscute.